# Чаншиуты
Чаншиуты, чаншигуты (монг. чаншиуд) — одно из племён нирунской ветви монголов. Представляют собой ответвление рода кият.

## Родословная
Согласно «Сборнику летописей», чаншиуты — одна из ветвей киятов.
Кияты и нукузы, по преданиям, ранее проживали на территории Эргунэ-куна, легендарной прародины монголов. Потомками киятов и нукузов являются дарлекин-монголы. В дальнейшем название кият (нирун-кият) стало именем рода Хабул-хана. Имя кият унаследовали потомки его внука Мунгету-Кияна. Род Есугея, брата Мунгету-Кияна, получил имя кият-борджигин.
По Рашид ад-Дину, все кияты происходят из потомков Мунгету-Кияна. Он был удостоен этого имени по причине того, что был великим бахадуром, т. к. слово киян значит по-монгольски «стремительно несущийся поток».
Согласно «Сокровенному сказанию монголов», родословная Мунгету-Кияна восходит к легендарному предку монголов Бортэ-Чино, который переплыл море Тенгис и поселился у берегов реки Онон, на горе Бурхан-Халдун. Под морем Тенгис, согласно ряду источников, подразумевалось озеро Байкал.
Родословная Мунгету-Кияна выглядит следующим образом:
- Борте-Чино, родившийся по изволению Вышнего Неба. Супругой его была Гоа-Марал, потомком их был Бата-Чиган.
- Сын Бата-Чигана — Тамача.
- Сын Тамачи — Хоричар-Мерген.
- Сын Хоричар-Мергана — Аучжам-Бороул.
- Сын Аучжам-Бороула — Сали-Хачау.
- Сын Сали-Хачау — Еке-Нидун.
- Сын Еке-Нидуна — Сим-Сочи.
- Сын Сим-Сочи — Харчу.
- Сын Харчу — Борчжигидай-Мерган — был женат на Монголчжин-гоа.
- Сын Борчжигидай-Мергана — Тороголчжин-Баян — был женат на Борохчин-гоа.
- Сыновья Тороголчжина: Дува-Сохор и Добун-Мерган.
- Добун-Мерган женился на Алан-гоа, дочери Хори-Туматского Хорилартай-Мергана. Матерью Алан-гоа была Баргучжин-гоа, дочь правителя баргутов Бархудай-Мергана.
- Войдя в дом к Добун-Мергану, Алан-гоа родила двух сыновей. То были Бугунотай и Бельгунотай.
- После смерти Добун-Мергана, Алан-гоа, будучи безмужней, родила трех сыновей. То были: Бугу-Хадаги, Бухату-Салчжи и Бодончар-простак. По легенде, Алан-гоа забеременела от луча света. Согласно другой версии, их настоящим отцом был Маалих, Баяудаец.
- Бодончар стал родоначальником поколения Борчжигин.
- Потомок Бодончара, который родился от первой, старшей жены, носил имя Барин-Ширату-Хабичи.
- Сын Хабичи-Баатура был Менен-Тудун.
- У Менен-Тудуна было семеро сыновей: Хачи-Кулюк, Хачин, Хачиу, Хачула, Хачиун, Харандай и Начин-Баатур.
- Сын Хачи-Кулюка, Хайду, по матери происходил от Намолуны.
- У Хайду было три сына: Байшингор-Докшин, Чарахай-Линху и Чаочжин-Ортегай.
- Сын Байшингор-Докшина — Тумбинай-Сечен.
- У Тумбинай-Сечена было два сына: Хабул-хаган и Сим-Сечуле.
- У Хабул-хагана было семеро сыновей, а именно: самый старший — Окин-Бархаг, далее Бартан-Баатур, Хутухту-Мунгур, Хутула-хаган, Хулан, Хадаан и самый младший — Тодоен-отчигин.
- У Бартан-Баатура было четверо сыновей: Мангету-Киян, Некун-тайчжи, Есугай-Баатур, Даритай-отчигин[4]. Их мать Сунигул-фуджин была родом из племени баргутов[3].
- Сын Мангету-Кияна — Онгур[4]. Сыновьями Мангету-Кияна в «Сборнике летописей» названы Чаншиут, Мугэду-бахадур и Куки-бахадур-нойон[3].

## История
Согласно «Сборнику летописей», кияты подразделялись на ветви: юркин, чаншиут, кият-ясар. Кроме них также были известны роды кият-борджигин, кият-куралас и кият-тарклы.
Киятами именовался род Хабул-хана, а позже род его внука Мунгэту-Кияна. Наследником и заместителем Мунгэту-Кияна был его сын Чаншиут. Во времена Чингисхана он ведал войском, племенем и подчинёнными Мунгэту-Кияна. Во время войны с тайджиутами Чаншиут состоял со своим войском при Чингисхане. Его братья Куки-нойон и Мугэту-бахадур были нойонами-тысячниками и предводителями племени Мунгэту-Кияна.
Чаншиут и его братья участвовали на стороне Чингисхана в Битве при Далан-Балджутах против войск Джамухи. Вместе с баяутами они входили в состав восьмого куреня. Во главе баяутов стоял Онгур, который согласно «Сокровенному сказанию монголов», также приходился сыном Мунгэту-Кияну.
По сведениям из «Сокровенного сказания монголов», известно, что чаншиуты и баяуты во главе с Онгуром были в числе первых монголов, присоединившихся к Тэмуджину, когда он решил основать собственный улус отдельно от своего побратима Джамухи. На курултае 1206 года Онгур был пожалован Чингисханом в нойоны-тысячники.
Чаншиуты упоминаются в составе баяутов. В XII в. племена баяут-дуклад, баяут-горлос, чаншиуд-баяут и баяут-кият заселяли близлежащие земли Хэнтэйской горы и озёр Хулун и Буйр.
По одной из версий, имя казахского рода шанышкылы (чаншклы) восходит к этнониму чаншиут.